# Wujaszek Alfonsa
Wujaszek Alfonsa – jednoaktowa komedia Stanisława Dobrzańskiego. Prapremiera odbyła się 27 czerwca 1882.

## Treść
Akcja utworu rozgrywa się w 1880 r. we Lwowie, podczas wizyty cesarza, która sprowadza do miasta wielu gości. Główny bohater, Alfons Kaczorowski i jego żona Adela oczekują na przybycie dwóch gości, którzy mają u nich nocować. Nieoczekiwanie w ich mieszkaniu pojawia się wuj Alfonsa, były adwokat, Symforjan Gradulewicz, który również pilnie potrzebuje noclegu. Alfons godzi się. Wuj jest dziwakiem i odludkiem, a dom stopniowo zapełnia się coraz większą liczbą gości, co prowadzi do szeregu zabawnych perypetii.

## Inscenizacje (wybór)
- Teatr Skarbkowski we Lwowie (1883)[4]
- teatr krakowski (1883)[5]
- Towarzystwo Artystów Dramatycznych pod dyrekcją Bolesława Kremskiego (1887)[6]
- Teatr Miejski we Lwowie (1901)[1][7]
- Teatr Ludowy w Krakowie (1902)[8]
- Teatr Miejski w Bydgoszczy (1920, reż. Józef Karbowski)[1]
- Grupa Teatralna Kromera „DoProsta” w Gorlicach (2015, reż. Piotr Popielarz)[2]